# Hinduismo en Indonesia

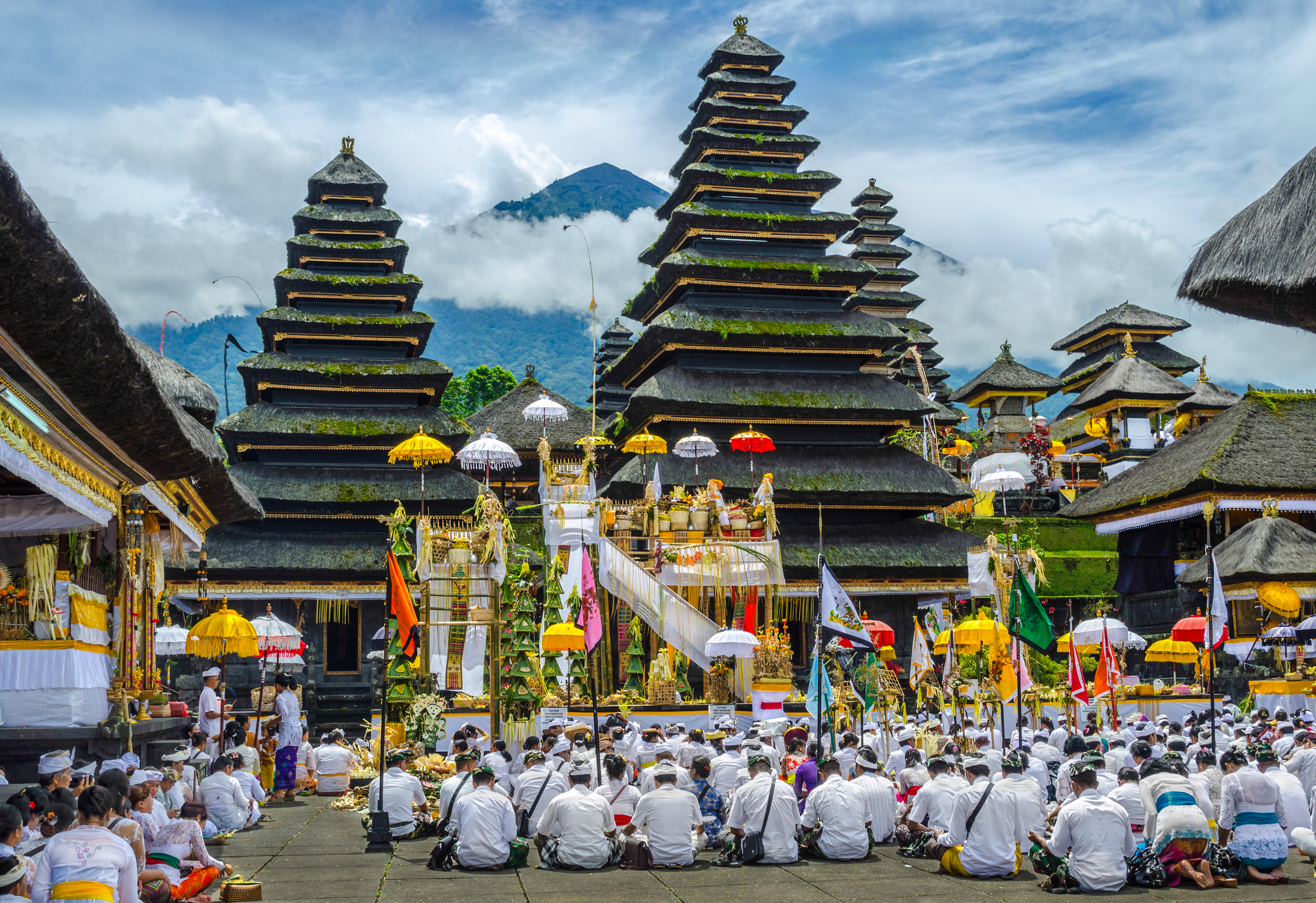
Una ceremonia puya en el templo de Besakih de Bali

El hinduismo es la tercera religión más importante de Indonesia. Según datos de 2023 del registro civil del Ministerio del Interior, lo practica alrededor del 1,68 % de la población total (algo más de 4,7 millones de personas), y casi el 87 % de la población de Bali. El hinduismo fue la religión dominante en el país antes de la llegada del islam y es una de las seis religiones oficiales de Indonesia en la actualidad. El hinduismo llegó a Indonesia en el siglo I a través de comerciantes, marineros, eruditos y sacerdotes indios. Una fusión sincrética de la religión popular javanesa preexistente, la cultura y las ideas hindúes, que a partir del siglo VI también sintetizó ideas budistas, evolucionó como la versión indonesia del hinduismo. Estas ideas continuaron desarrollándose durante los imperios Srivijaya y Mayapajit. Hacia el siglo XV, estos reinos presenciaron la introducción del islam por comerciantes musulmanes que llegaban a sus costas, y a partir de entonces el hinduismo, que era la religión dominante en la región, desapareció de muchas de las islas de Indonesia.
Indonesia tiene la cuarta mayor población de hindúes del mundo, después de India, Nepal y Bangladés. Aunque es una religión minoritaria, la cultura hindú ha influido en el modo de vida y las actividades cotidianas de Indonesia. Fuera de Bali, muchos seguidores de religiones indígenas tradicionales se identifican como hindúes para obtener el reconocimiento oficial.